# 이성강
이성강(1962년 10월 25일 ~ )은 대한민국의 영화 감독이자 각본가이다. 2002년의 마리이야기, 2007년의 천년여우 여우비로 잘 알려진 애니메이션 영화들의 서정적 표현으로 유명하다.

## 참여 작품
- 천년여우 여우비
- 마리이야기
- 프린세스 아야(2019) - 감독
- 카이 : 거울 호수의 전설(2016) - 감독
- 솔로탈출귀(2015) - 제작총괄